# شبگرد دم‌قیچی
شبگرد دم‌قیچی (نام علمی: Hydropsalis torquata) نام یک گونه از تیره شبگردان است.